# Sarjika
A sarjika vagy elevenszülő korallvirág (Kalanchoe daigremontiana) a kőtörőfű-virágúak (Saxifragales) rendjébe, ezen belül a varjúhájfélék (Crassulaceae) családjába és a korallvirágformák (Kalanchoideae) alcsaládjába tartozó faj.

## Előfordulása
Ez a növényfaj Madagaszkár délkeleti részéről származik. Az ember azonban sokfelé betelepítette; például Texastól Dél-Brazíliáig, Északnyugat-Afrikába, Dél-Európába és Bangladesbe. Ezenkívül világszerte közkedvelt szobanövény.

## Megjelenése
Félcserje, amely 100 centiméteresre is megnőhet. Télen gazdagon elágazó virágzatot fejleszt, ibolyaszínű virágokkal. Termése tüszőtermés.

## Életmódja
Szárazságtűrő, fényigényes növény. A kolumbiai Andokon - betelepítve -, akár 1600 méteres tengerszint feletti magasságban is megél.

## Szaporodása
A fiatal növények a levelek szélén jelennek meg, melyeknek levele és gyökere már az anyanövényen kialakul. Az újonc sarj, a talajra hullva megtelepszik. Amíg a gyökere meg nem kapaszkodik a talajban, a leveleiben raktározott tápanyagokból él.

## Hibridje
Ez a növényfaj a Kalanchoe delagoensisszal Eckl. & Zeyh. kereszteződve, létrehozza a Kalanchoe × houghtonii D.B.Ward nevű hibridet.